# Уралит (акционерное общество)
Акционерное общество "Уралит" — существовавшая в дореволюционной России  компания. Полное наименование — Акционерное общество под наименованием "Уралит". Штаб-квартира компании располагалась в Санкт-Петербурге.

## История

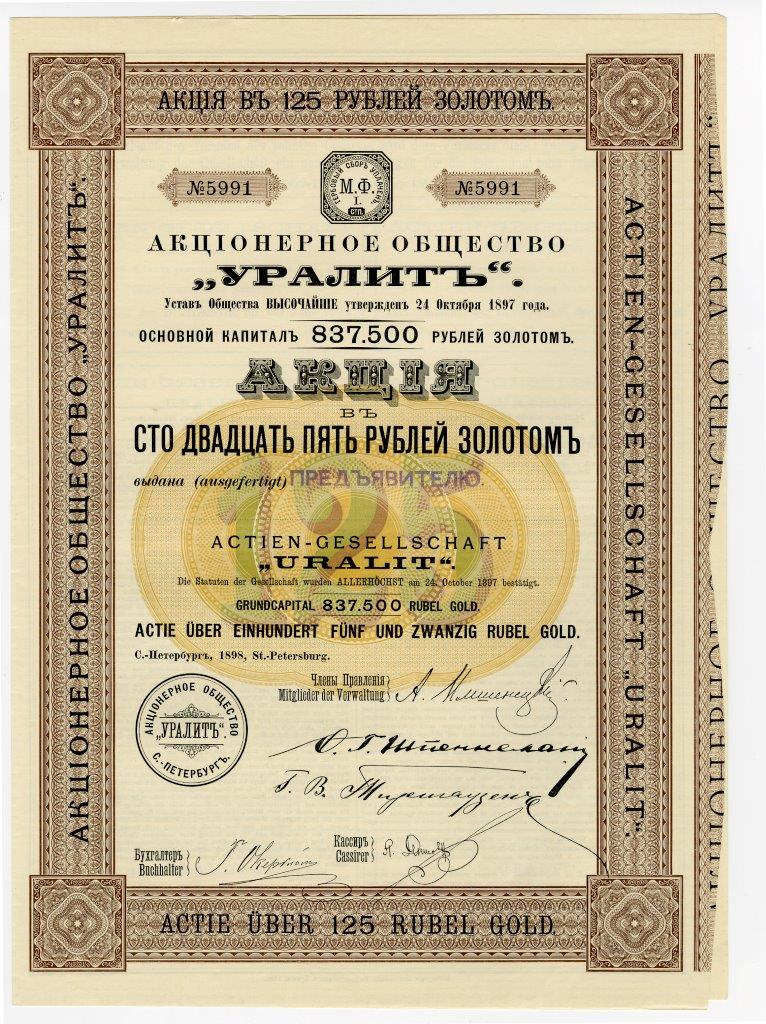
Акция в 125 руб. золотом на предъявителя Акционерного общества "Уралит". С.-Петербург, 1898 г.

Компания основана в 1897 году. Как явствует из Высочайше утвержденного 24 октября 1897 г. Устава компании, основной целью общества «Уралит» являлась разработка асбестовых копей и изготовление изделий из асбеста. Основной капитал Общества, как следует из того же Устава, определялся в 837,5 тыс. рублей золотом, поделенных на 6700 акций в 125 руб. золотом каждая.
Кроме добычи асбеста на территории Пермской губернии, где находились основные принадлежащие компании прииски данного минерала, АО "Уралит" активно занималось геолого-разведывательными работами на территории Горного Алтая, а с начала XX столетия и золотодобычей, так как асбестовые прииски в тех местах активно перемежались с золотыми.
В 1900 г.  году в Большей Охте - пригороде тогдашней столицы империи, компанией был построен завод противопожарных строительных материалов. На предприятии изготавливались несгораемые шкафы, ящики, кровельный материал – все с применением добываемого акционерным обществом "Уралит" асбеста.
С целью увеличения объемов продаж компанией "Уралит" использовались диковинные для тогдашней России формы привлечения покупателей, такие как презентации своего производства и изделий, в том числе публичные испытания несгораемости продукции реальным огнем.
После смерти  А. М. Имшенецкого, председателя правления и директора-распорядителя общества «Уралит», дела компании пошли на убыль. В течение нескольких лет «Уралитом» были проданы или переданы в управление принадлежавшие акционерному обществу Александровский, Уралитовский и Михайловский асбестовые прииски знаменитого Баженовского месторождения, а также Николаевский, Антонидинский и Казанский прииски «Уралита».

## Собственники и руководство
Председатель совета директоров компании — Александр Михайлович Имшенецкий (23.8.1855 — ок. 1905).